# Anambés
Anambé é um povo indígena brasileiro localizado no Pará. No ano de 1994, sua população estimada era de 105 pessoas. Em 2010, tal grupo contava com 133 indivíduos. Falam uma língua da família Tupi-Guarani.